# Danh sách đĩa nhạc của Clean Bandit
Nhóm nhạc điện tử người Anh Clean Bandit cho phát hành một album phòng thu, 3 đĩa mở rộng, 8 đĩa đơn và 11 video âm nhạc. Đĩa đơn "Mozart's House" được phát hành vào năm 2013 thông qua hãng Black Butter Records đạt đến vị trí thứ 17 trên UK Singles Chart. Vào tháng 1 năm 2014, nhóm cho phát hành đĩa đơn "Rather Be" đạt vị trí đầu bảng trên UK Singles Chart trong 4 tuần liên tiếp. Vào năm 2014, bài hát tiếp tục đạt vị trí thứ 10 trên Billboard Hot 100, trở thành đĩa đơn đầu tiên của nhóm đạt được thành tích trên.

## Album

### Album phòng thu
| Tựa đề   | Chi tiết album                                                                            | Thứ hạng cao nhất | Thứ hạng cao nhất | Thứ hạng cao nhất | Thứ hạng cao nhất | Thứ hạng cao nhất | Thứ hạng cao nhất | Thứ hạng cao nhất | Thứ hạng cao nhất | Thứ hạng cao nhất | Thứ hạng cao nhất | Chứng nhận      |
| Tựa đề   | Chi tiết album                                                                            | Anh Quốc          | Áo                | Bỉ                | Pháp              | Đức               | Ireland           | Hà Lan            | New Zealand       | Thụy Sĩ           | Mỹ                | Chứng nhận      |
| -------- | ----------------------------------------------------------------------------------------- | ----------------- | ----------------- | ----------------- | ----------------- | ----------------- | ----------------- | ----------------- | ----------------- | ----------------- | ----------------- | --------------- |
| New Eyes | - Phát hành: 30 tháng 5 năm 2014 - Nhãn thu âm: Atlantic - Định dạng: CD, LP, tải nhạc số | 3                 | 67                | 35                | 52                | 31                | 9                 | 22                | 30                | 8                 | 180               | - Anh Quốc: Bạc |

### Đa mở rộng
| Tựa đề           | Chi tiết                                                                       |
| ---------------- | ------------------------------------------------------------------------------ |
| 2010             | - Phát hành: 2010 - Nhãn thu âm: Black Butter Records - Định dạng: Tải nhạc số |
| OriginL ClassC   | - Phát hành: 2011 - Nhãn thu âm: Black Butter - Định dạng: Tải nhạc số         |
| Live from France | - Phát hành: 2012 - Nhãn thu âm: Black Butter - Định dạng: Tải nhạc số         |

## Đĩa đơn

### Nghệ sĩ chính
| Tựa đề                                                                          | Năm  | Thứ hạng cao nhất | Thứ hạng cao nhất | Thứ hạng cao nhất | Thứ hạng cao nhất | Thứ hạng cao nhất | Thứ hạng cao nhất | Thứ hạng cao nhất | Thứ hạng cao nhất | Thứ hạng cao nhất | Thứ hạng cao nhất | Chứng nhận | Album      |
| Tựa đề                                                                          | Năm  | Anh Quốc          | Áo                | Bỉ                | Canada            | Đức               | Ireland           | Hà Lan            | New Zealand       | Thụy Sĩ           | Mỹ                | Chứng nhận | Album      |
| ------------------------------------------------------------------------------- | ---- | ----------------- | ----------------- | ----------------- | ----------------- | ----------------- | ----------------- | ----------------- | ----------------- | ----------------- | ----------------- | --- | ---------- |
| "Risk"                                                                          | 2009 | —                 | —                 | —                 | —                 | —                 | —                 | —                 | —                 | —                 | —                 | | Đĩa đơn lẻ |
| "A+E" (hợp tác cùng Kandaka Moore và Nikki Cislyn)                              | 2012 | 100               | —                 | —                 | —                 | —                 | —                 | —                 | —                 | —                 | —                 | | New Eyes   |
| "Mozart's House" (hợp tác cùng Love Ssega)                                      | 2013 | 17                | —                 | —                 | —                 | —                 | —                 | —                 | —                 | —                 | —                 | | New Eyes   |
| "Dust Clears" (hợp tác cùng Noonie Bao)                                         | 2013 | 43                | —                 | —                 | —                 | —                 | —                 | —                 | —                 | —                 | —                 | | New Eyes   |
| "Rather Be" (hợp tác cùng Jess Glynne)                                          | 2014 | 1                 | 2                 | 2                 | 13                | 1                 | 1                 | 1                 | 2                 | 2                 | 12                | - Anh Quốc: · 2× Bạch kim - Úc: · 3× Bạch kim - Bỉ: · Vàng - Đức: · Vàng - Thụy Sĩ: · Bạch kim - New Zealand: · Bạch kim | New Eyes   |
| "Extraordinary" (hợp tác cùng Sharna Bass)                                      | 2014 | 5                 | —                 | 54                | —                 | —                 | 21                | 66                | —                 | —                 | —                 | | New Eyes   |
| "Come Over" (hợp tác cùng Stylo G)                                              | 2014 | 45                | —                 | 57                | —                 | 76                | —                 | —                 | —                 | —                 | —                 | | New Eyes   |
| "—" Đĩa đơn không có mặt trên bảng xếp hạng hoặc không phát hành ở quốc gia đó. |      |                   |                   |                   |                   |                   |                   |                   |                   |                   |                   | |            |

### Nghệ sĩ khách mời
| Tựa đề                                               | Năm  | Thứ hạng cao nhất | Album      |
| Tựa đề                                               | Năm  | Bỉ (FL)           | Album      |
| ---------------------------------------------------- | ---- | ----------------- | ---------- |
| "Intentions" (Gorgon City hợp tác cùng Clean Bandit) | 2013 | —                 | Đĩa đơn lẻ |

## Video âm nhạc
| Tựa đề                                     | Năm  | Đạo diễn                       |
| ------------------------------------------ | ---- | ------------------------------ |
| "Mozart's House"                           | 2010 | Jack Patterson                 |
| "Christmas Special"                        | 2010 | Jack Patterson                 |
| "Super Sweet"                              | 2011 | Vladimir Raksha                |
| "Telephone Banking"                        | 2011 | Jack Patterson và Grace Chatto |
| "UK Shanty"                                | 2012 | Jack Patterson                 |
| "A&E"                                      | 2012 | Jack Patterson                 |
| "Nightingale"                              | 2012 | Jack Patterson                 |
| "Dust Clears"                              | 2013 | Jack Patterson                 |
| "Rather Be" (hợp tác cùng Jess Glynne)     | 2013 | Jack Patterson                 |
| "Extraordinary" (hợp tác cùng Sharna Bass) | 2014 | Clean Bandit                   |
| "Come Over"                                | 2014 |                                |
| "Tears"                                    | 2016 |                                |
| "Rockabye"                                 | 2016 | Jack Patterson và Grace Chatto |
| "Symphony"                                 | 2017 | Jack Patterson và Grace Chatto |
| "I Miss You"                               | 2017 | Jack Patterson và Grace Chatto |
| "Solo"                                     | 2018 | Jack Patterson và Grace Chatto |
| "Baby" (hợp tác cùng Marina và Luis Fonsi) | 2018 | Clean Bandit                   |

## Các bản phối lại
| Năm  | Nghệ sĩ    | Bài hát      | Tựa đề                        |
| ---- | ---------- | ------------ | ----------------------------- |
| 2014 | The Weeknd | "Wanderlust" | Bản phối lại của Clean Bandit |